# Übermensch

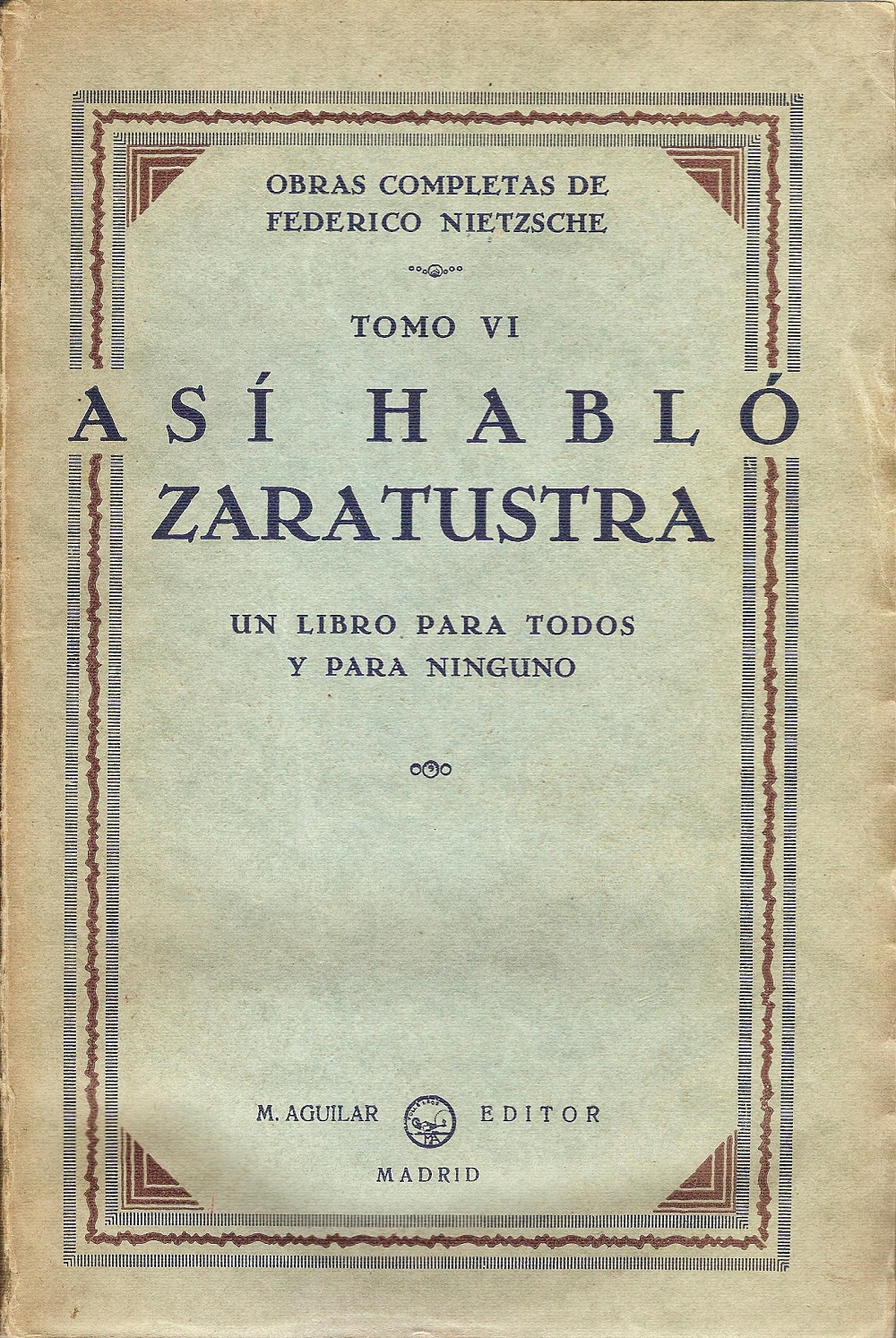
Así habló Zaratustra, obra de Friedrich Nietzsche en donde desarrolla este concepto.

Un Übermensch (pronunciado en alemán [ˈʔyːbɐˌmɛnʲʃʷ]; traducible como superhombre, superhumano, suprahombre, sobrehombre u hombre superior), en la filosofía de Friedrich Nietzsche, es una persona que ha alcanzado un estado de madurez espiritual y moral superior al que considera el del hombre común. Es capaz de generar su propio sistema de valores, identificando como bueno todo lo que procede de su genuina voluntad de poder. Este concepto parece proceder de la lectura por parte de Nietzsche, en la década de 1870, del ensayo El único y su propiedad  (Der Einzige und sein Eigentum), publicado por Max Stirner en 1844. En 1874 Nietzsche prestó a su alumno, Adolf Baumgartner, la obra de Stirner sacada de la Biblioteca de Basilea.
Una de las ideas que ha defendido con mayor interés es que los valores tradicionales representados por el cristianismo someten a las personas más débiles a una «moralidad esclava», el «espíritu gregario», que no provocan en ellos más que un estado de resignación y conformismo hacia todo lo que sucede a su alrededor. Para él, esos valores tienen que desaparecer para que aparezcan otros nuevos que representen su prototipo de hombre ideal, al que él mismo llamó Übermensch. Combate la moral impuesta por las religiones e impulsa una moral que surja desde lo más profundo de las personas.

¡Mirad, yo os enseño el superhombre!
El superhombre es el sentido de la tierra. Diga vuestra voluntad: ¡sea el superhombre el sentido de la tierra!
¡Yo os conjuro, hermanos míos, permaneced fieles a la tierra y no creáis a quienes os hablan de esperanzas sobreterrenales! Son envenenadores, lo sepan o no.
Son despreciadores de la vida, son moribundos y están, ellos también, envenenados, la tierra está cansada de ellos: ¡ojalá desaparezcan!
Así habló Zaratustra, Friedrich Nietzsche

Este Übermensch no cree en las cosas que prometen las religiones después de la muerte, él solo cree en lo real y en lo que puede ver. Es un ser que, ante todo, razona; aunque eso no quiere decir que no sienta. Este Übermensch se deja llevar por sus pasiones y sus sentimientos pero, a su vez, se domina a sí mismo; no busca solo el placer, esa sería la diferencia con «el último hombre», el último peldaño hacia el Übermensch. Nietzsche contradice en esto totalmente a Platón y a Sócrates, los cuales consideraban totalmente necesario el control de las pasiones. Nietzsche considera a Sócrates como el culpable de la moral de rebaño de la sociedad occidental.

Nietzsche expone estas ideas en su libro Así habló Zaratustra, en el que exhorta a la sociedad a orientar sus esfuerzos para superar la línea evolutiva espiritual que hay entre el animal y el superhombre. El repudio del superhombre a la moral de rebaño fue expuesto en Ecce homo y El Anticristo.
«El hombre es una cuerda tendida entre el animal y el superhombre —una cuerda tendida sobre un abismo. Un peligroso caminar, un peligroso mirar hacia atrás, un peligroso estremecerse y detener el paso».

## Nazismo
El vocablo Übermensch fue usado frecuentemente por el dictador Adolf Hitler y el régimen nazi para describir su idea de una principal raza aria o germánica biológicamente superior; una versión racial de Übermensch de Nietzsche se convirtió en una base filosófica para las ideas nacionalsocialistas. La noción nazi de la raza maestra también generó la idea de «humanos inferiores» (Untermenschen) que deberían ser dominados y esclavizados; este término no se origina con Nietzsche, quien criticó tanto el antisemitismo como el nacionalismo alemán. En sus últimos años, Nietzsche comenzó a creer que en realidad era polaco, no alemán, y se le citó diciendo: «Soy un noble polaco de sangre pura, sin una sola gota de sangre mala, ciertamente no sangre alemana». Desafiando las doctrinas nacionalistas, afirmó que él y Alemania eran geniales solo por «sangre polaca en sus venas», y que «liquidaría a todos los antisemitas» como respuesta a su postura sobre el antisemitismo. Nietzsche murió mucho antes del reinado de Hitler, y fue en parte la hermana de Nietzsche, Elisabeth Förster-Nietzsche, quien manipuló las palabras de su hermano para acomodar la visión del mundo de ella y su esposo, Bernhard Förster, un prominente nacionalista y antisemita alemán. Förster fundó el Deutscher Volksverein (Liga Popular Alemana) en 1881 con Max Liebermann von Sonnenberg.